# Pseudocalanus minutus
Pseudocalanus minutus is een eenoogkreeftjessoort uit de familie van de Clausocalanidae. De wetenschappelijke naam van de soort is voor het eerst geldig gepubliceerd in 1845 door Krøyer.